# Casa natale di Charles de Gaulle
La casa natale di Charles de Gaulle è un museo situato Lilla, nell'Alta Francia. In precedenza, questa dimora era la casa dei nonni materni di Charles de Gaulle, dove quest'ultimo nacque nel 1890.
Aperta al pubblico dal 1983, questa casa è monumento storico dal 1989 ed è classificata come Maisons des Illustres dal 2011. Situata nel quartiere Vieux-Lille, il museo accoglie ogni anno tra gli 11.000 e 12.000 visitatori.

## Storia
Charles de Gaulle nacque al numero 9 di Rue Princesse nella città francese di Lilla (quartiere Vieux-Lille), il 22 novembre 1890. Come da tradizione all'epoca, la sua nascita avvenne nella casa dei nonni materni, Jules-Émile e Julia Maillot (imprenditori nel settore tessile). Lo stesso giorno venne battezzato nella chiesa di Saint-André, situata in Rue Royale.
La casa in cui nacque era un'attraente dimora di proprietà di una famiglia borghese del dipartimento del Nord, acquistata da un'associazione di amici del generale de Gaulle nel 1961 e in seguito donata alla Fondazione Charles de Gaulle. Questo spazio, oggi museo gestito dalla Fondazione e sede di mostre temporanee, ha aperto le porte al pubblico nel 1983.
L'edificio è stato dichiarato monumento storico il 15 giugno 1989 e classificato come tale il 22 novembre 1990. Oggi è un memoriale che ripercorre la carriera militare e politica di Charles de Gaulle e aiuta a comprendere le diverse fasi della vita del generale, le sue origini, la sua nascita a Lilla, la sua infanzia, la sua formazione, i suoi legami con la regione (ad esempio il suo servizio militare ad Arras o il suo matrimonio a Calais con Yvonne Vendroux, originaria del luogo).
Nel 1995, la Fondazione Charles de Gaulle ha avviato lavori di ristrutturazione della casa natale del generale, con l'obiettivo di ridisegnarne l'arredamento e l'atmosfera, risalenti alla fine del  XIX secolo. Inoltre, con l'obiettivo di fare di questo luogo uno spazio culturale vivo in cui l'interattività fosse privilegiata, la Fondazione Charles de Gaulles ha proseguito importanti lavori di ristrutturazione, culminati con l'inaugurazione del museo il 22 novembre 2005. Il 13 settembre 2011, il museo è stato insignito della menzione Maisons des Illustres.
Dal 2013 la sua gestione è assicurata dal Consiglio dipartimentale del Nord.

## Descrizione

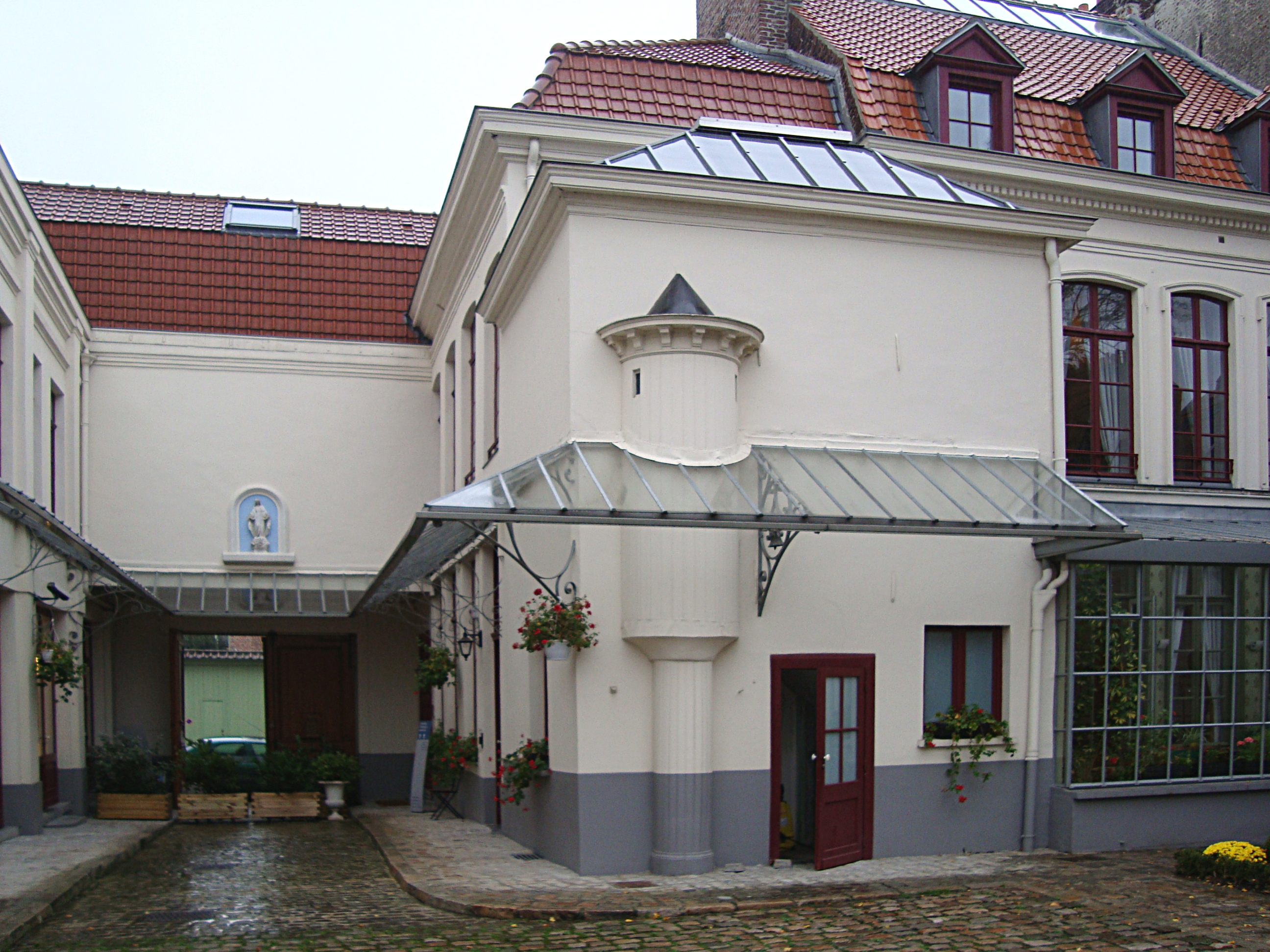
La casa vista dal cortile interno

La casa è composta da due parti separate da un patio-giardino interno: la casa di famiglia e il centro culturale, chiamato "Fabbrica della storia".

## La casa di famiglia
Ristrutturata nel novembre 2005, ciascuno degli spazi consente ai visitatori di immergersi nell'epoca della nascita di Charles de Gaulle attraverso cimeli di famiglia, ritratti e oggetti appartenuti ai suoi membri; come la culla, la veste battesimale, la spada di San Ciriène...
Al piano terra:
- la terrazza,
- la sala da pranzo,
- il piccolo soggiorno,
- la grande sala
- la cucina

Il primo piano
- la camera del parto
- La camera della signora Maillot,
- la camera degli ospiti,
- la soffitta.